# Fiq (underdistrikt)
Nāḩiyat Markaz Fīq Zawīyah (arabiska: ناحية مركز فيق زوية) är ett subdistrikt i Syrien.   Det ligger i provinsen al-Qunaytirah, i den sydvästra delen av landet, 100 km sydväst om huvudstaden Damaskus.
Trakten runt Nāḩiyat Markaz Fīq Zawīyah består till största delen av jordbruksmark. Runt Nāḩiyat Markaz Fīq Zawīyah är det tätbefolkat, med 257 invånare per kvadratkilometer.